# Sonic the Hedgehog (bandes dessinées)
Cet article concerne la série de bandes dessinées. Pour la série de jeux vidéo, voir Sonic the Hedgehog. Pour les films dérivés, voir Sonic the Hedgehog (films dérivés). Pour les séries télévisées, voir Sonic the Hedgehog (séries télévisées).
Pour les articles homonymes, voir Sonic the Hedgehog (homonymie).
Les bandes dessinées Sonic the Hedgehog (« Sonic le hérisson ») sont, comme les films et les séries télévisées, des aventures distinctes de la plupart des jeux vidéo Sonic et mettent en scène Sonic, la mascotte de Sega (généralement en tant que personnage principal), ou ses compagnons ou adversaires.
Sonic et ses amis luttent contre le Docteur Eggman.

## Origine des bandes dessinées
Au début des années 1990, Sega établit une stratégie marketing autour des personnages de ses jeux vidéo ayant le plus marché en développant de nombreuses suites. À la suite du succès mondial rencontré par la franchise Sonic, le personnage devient la vedette de nombreux produits intermédiatiques, dont des films, séries télévisées, bandes dessinées, romans, livres-jeux, disques musicaux, figurines et autres produits dérivés réalisés par des divisions de la société japonaise, ou commandés par elles, sur différents continents.

## Liste de bandes dessinées
- 1993 : Sonic the Comic, comics publiés par Fleetway (223 numéros) ;
- 1993 : Sonic the Hedgehog, série mensuelle de bande dessinée publiée par Archie Comics (290 numéros) ;
- 2018 : Sonic the Hedgehog, série mensuelle de bande dessinée publiée par IDW Publishing (en cours).